# Pedra d'Ambum
La pedra d'Ambum és una antiga escultura de pedra que es creu que va ser tallada cap al 1.500 aC que es va trobar a Nova Guinea. Altres pedres similars excavades representen humans, ocells o altres animals. Els científics no estan segurs exactament quin animal representa aquesta escultura, però alguns creuen que pot representar un marsupial ara extingit. També s'especula sobre la finalitat prevista de l'objecte; alguns creuen que podria haver actuat com a maça de morter.

## Descobriment
La pedra va ser descoberta pels europeus el 1962, i segons sembla va ser recuperada d'una cova a la vall d'Ambum, situada a la província de les terres altes occidentals de Papua Nova Guinea.

## Història
No se sap per què es va crear la pedra. La pedra va ser trobada pels Enga de Papua Nova Guinea, i es creia que tenia un significat ritual. Va ser trobada en una cova a principis dels anys seixanta, i el 1977 va ser adquirida per la Galeria Nacional d'Austràlia. Alguns sospiten que la pedra va ser exportada il·legalment de Papua Nova Guinea per poder arribar a la Galeria Nacional d'Austràlia.

## Danys
El maig del 2000 l'objecte va patir danys mentre estava al Museu de les Arts Africanes, del Pacífic i de les Índies. Es va trencar en tres parts: el cap, el cos i un tros del cap. A banda, l'artefacte va patir cops menors i ratllades superficials. Més tard es va restaurar.